# Tempio Civico della Beata Vergine Incoronata
Le Tempio Civico della Beata Vergine Incoronata (en français, « Temple civique de la Sainte Vierge couronnée ») est une église située à Lodi, en Lombardie, considérée comme l'un des chefs-d'œuvre de la Renaissance de l'art lombard. L'église a été conçue en 1488 par Giovanni Battagio (un élève de Bramante), continuée par Gian Giacomo Dolcebuono et achevée par Giovanni Antonio Amadeo. L'édifice a été construit aux frais de la commune de Lodi d'où la dénomination de Civico (« Municipal »). L'église est construite sur un site précédemment occupé par une maison de prostitution.

## Vue d'ensemble
L'église est située près de la Piazza della Vittoria de Lodi. L'édifice à plan octogonal est surmonté d'un dôme de la même forme avec une lanterne. À l'extérieur,  une balustrade entoure le tambour octogonal avec de petites colonnes et pinacles. Le clocher a été construit en 1503, et la façade achevée  en 1879 par  Alfonsino Truzzi.
L'intérieur est caractérisé par de décorations en or ; dans la partie supérieure se trouvent les arcades du matroneum avec des colonnes en bleu et en or. L'édifice abrite une galerie d'œuvres d'art de la fin du XVe  début XIXe siècle, exécutées par des artistes de Lodi dont quatre panneaux d'Bergognone, dont une Annonciation et une Présentation au Temple,  reproduisant l'intérieur de l'église de l'époque. Le  polyptyque Berinzaghi et un Couronnement de la Vierge des frères Martino et Albertino Piazza.  
Callisto Piazza et Stefano Maria Legnani y ont exécuté quelques-unes de leurs œuvres les plus abouties.

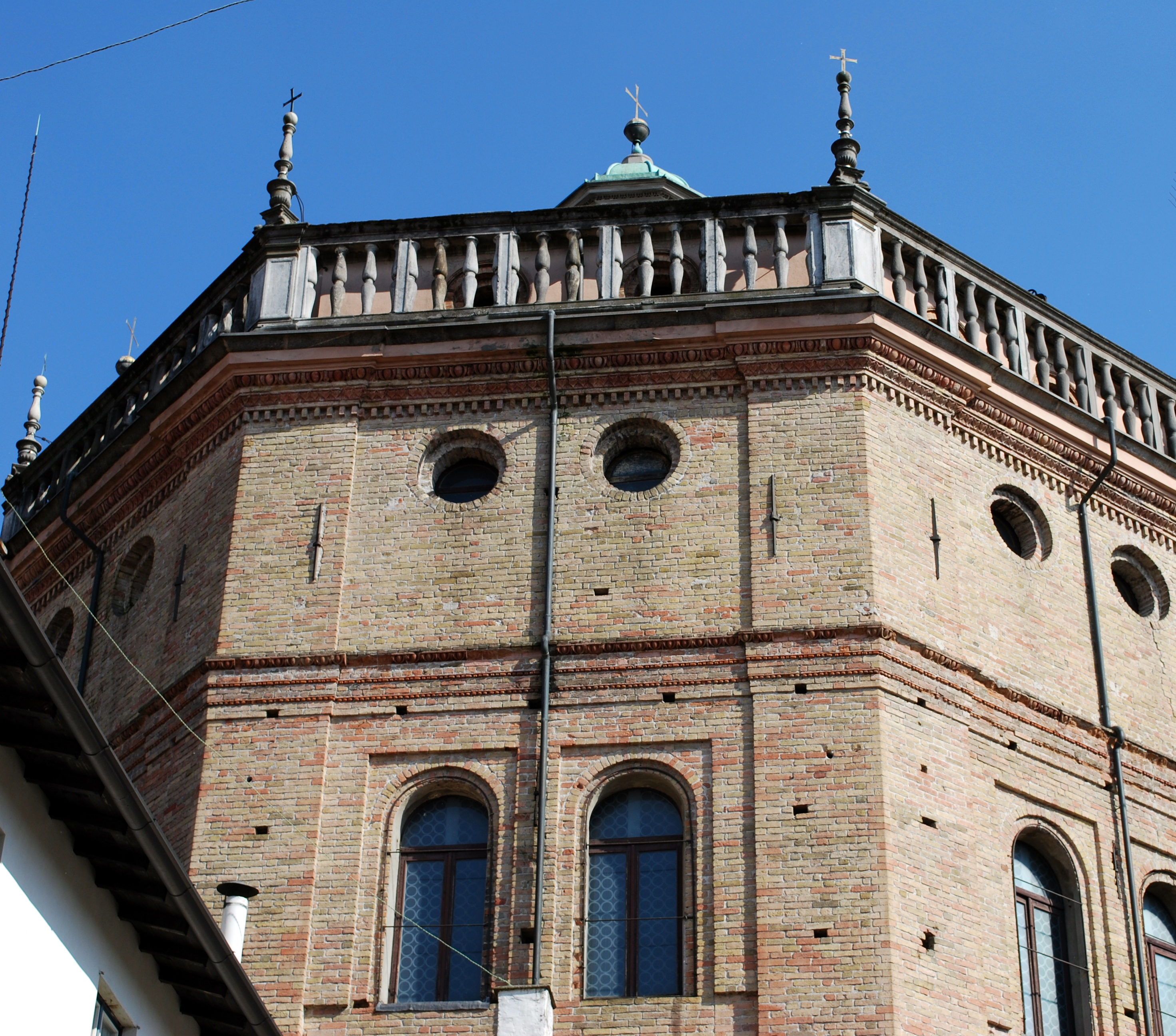
La base de la coupole.
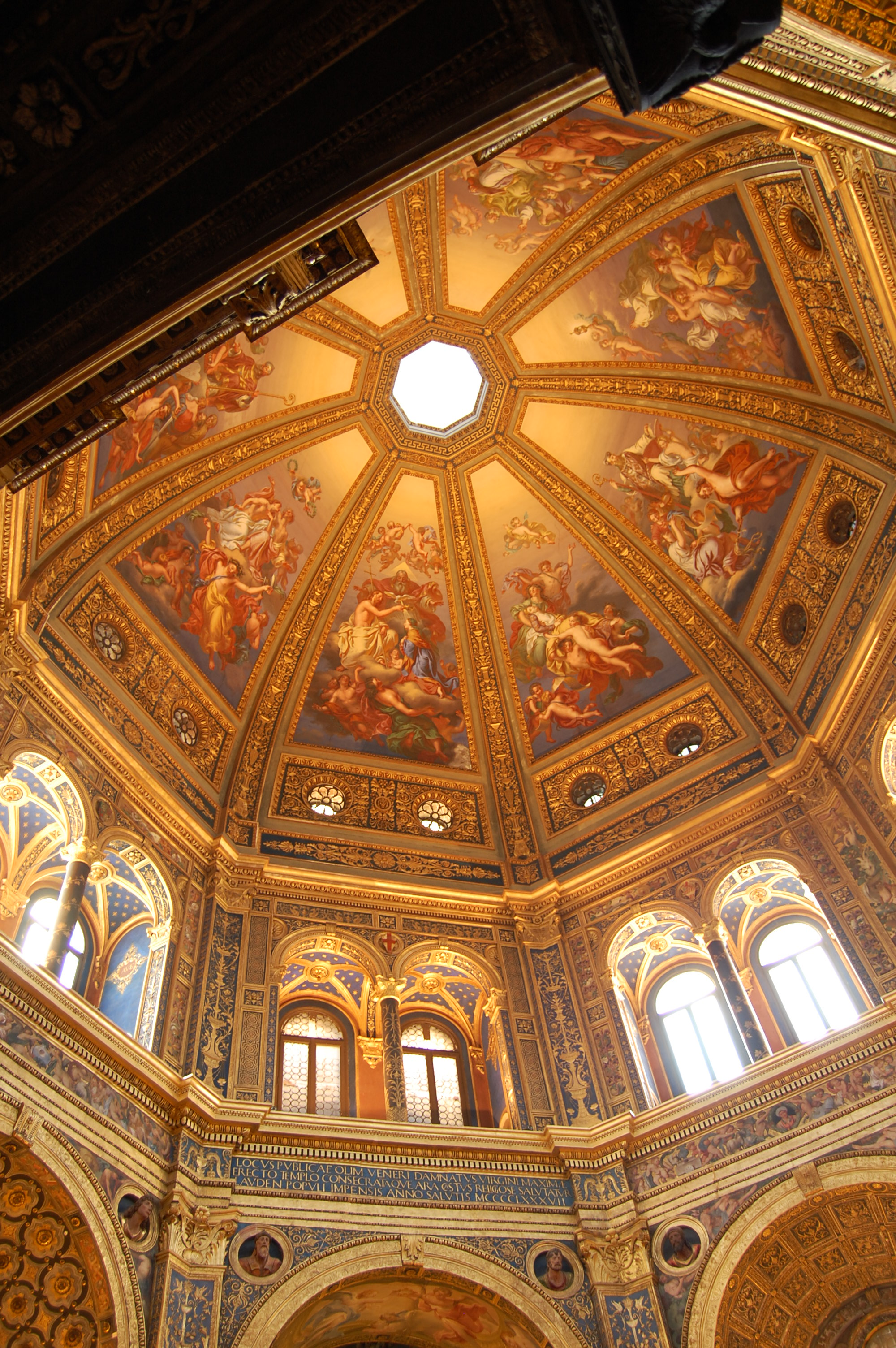
Intérieur de la coupole.
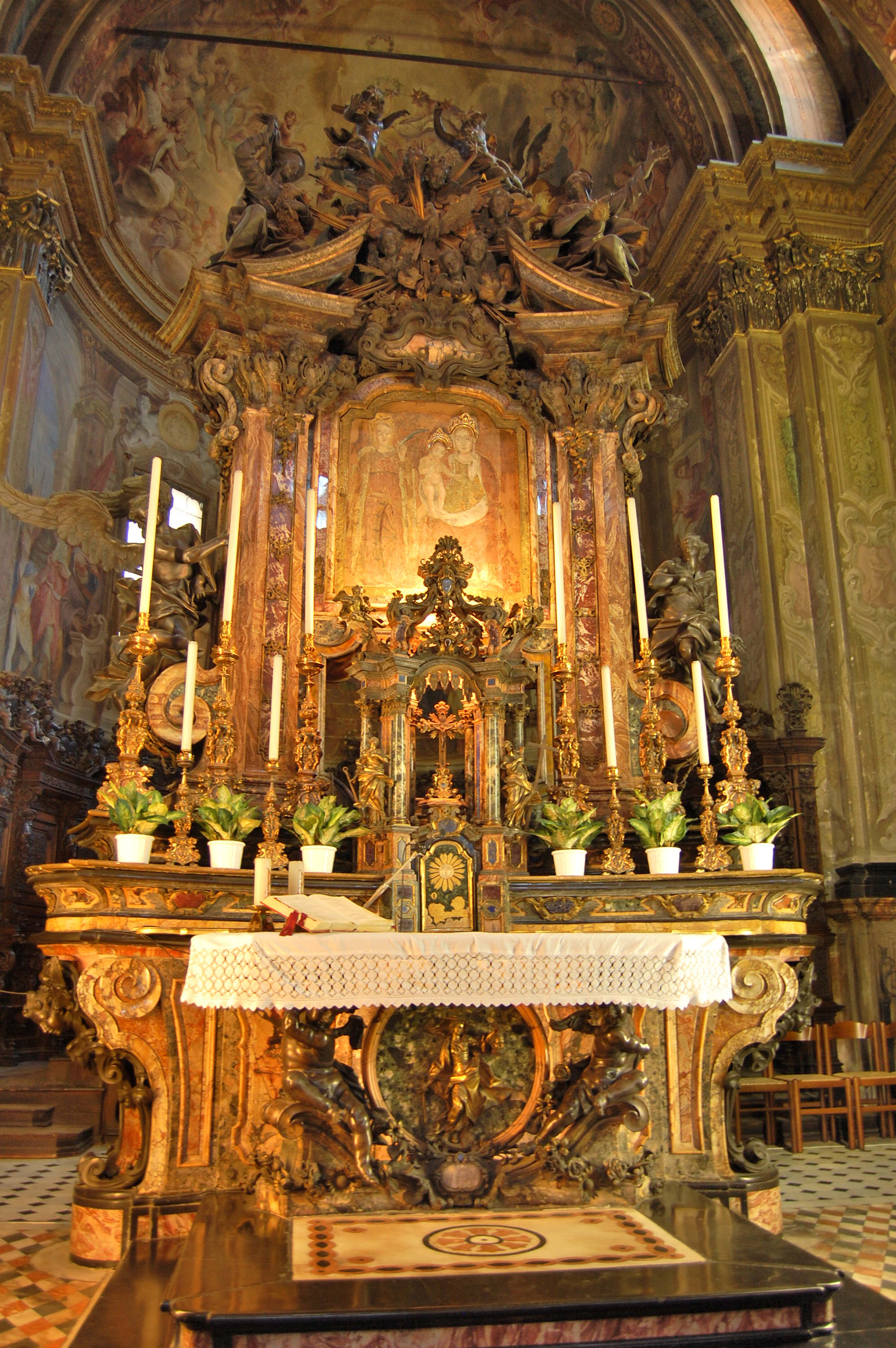
Le maître-autel.

## Sources
1. ↑  (en) Beatrice Ambreck et al., Atlante della nuova Provincia di Lodi, Lodi, Il Giorno, 1996.